# Масви, Торкильд
Торкильд Масви (норв. Torkild Masvie) (род. 18.10.1956) — епископ Лютеранской церкви в Норвегии.

## Биография
Провел детство в Буэнос-Айресе и Кобе.
Получил богословское образование в Норвегии. Затем учился в Богословской академии в Целле (Германия), в Фуллеровской школе всемирной миссии (Пасадена) и в Еврейском университете (Иерусалим).
С 1983 по 1992 год занимал различные должности в Норвежском христианском объединении студентов и школьников. Затем в течение 11 лет был генеральным секретарем Центра библеистики и иудаики им. Каспари. В 2002—2003 годах жил и работал в США.
С 2005 года служил настоятелем Церкви Мессии (кафедральном соборе ЛЦН в Осло) и преподавал в церковной учебной программе «Ad Fontes».
Хиротонисан в епископы 25 мая 2017 года. Хиротонию совершил архиепископ Евангелическо-лютеранской церкви Латвии Янис Ванагс. Ему ассистировали епископ Евангелическо-лютеранской церкви Ингрии Арри Кугаппи, епископ Ханс Йонcсон из Евангелическо-лютеранской церкви Латвии, а также президент Северо-Иллинойсского округа Миссурийского синода лютеранской церкви Дэн Гилберт. Часть церемонии на норвежском языке вел викарий епископа ЛЦН пастор Альф Данбольт.